# David Ford
David James Ford (Dartford, 16 de Maio de 1978) é um cantor e compositor do Reino Unido.
Actualmente, vive em Lewes. A sua carreira começou numa banda indie chamada Easyworld, que lançou um mini-álbum independente chamado "...Better Ways to Self Destruct" e dois álbuns completos com a Jive Records antes da banda se separar em 2004.

## História

### O começo e os Easyworld
Tendo tocado em várias bandas juntos durante os dias de estudantes, Ford - que frequentou a Universidade de Manchester - e o baterista Glenn Hooper formaram a banda Beachy Head no final dos anos 90. Pouco depois, a banda foi completada pelo baixista Jo Taylor. O trio gravou várias demos e um álbum que não foi lançado como Beachy World antes de mudarem de nome para "Easyworld".
Esta banda teve uma vida curta tendo lançado um mini-álbum e dois álbuns completos. Entre 2001 e 2004 tocaram em vários festivais indie, mas nunca conseguiram avançar muito com a carreira, o que os levou a separarem-se em Setembro de 2004.

### Carreira a solo
Quase imediatamente após a separação da banda, Ford começou a tocar uma série de íntimos concertos a solo, estreando algumas canções que, mais tarde viriam a aparecer no seu álbum de estreia. Em 2005, ele embarcou na sua primeira digressão a solo. A música "State of the Union" foi lançadã como single de apresentação no dia 26 de Setembro de 2005 e foi seguida pouco depois pelo seu álbum de estreia, "I Sincerely Apologise For All The Trouble I've Caused".
Depois de uma digressão a apoiar os Starsailor e uma digressão própria esgotada em Fevereiro de 2006 e o lançamento do segundo single, "I Don't Care What You Call Me", David confirmou que vai suportar vários artistas importantes como KT Tunstall, Richard Ashcroft, Elvis Costello e Gomez. O seu álbum de estreia foi lançado nos Estados Unidos em Maio de 2006 pela Columbia Records.

## Discografia
- 2005 - I Sincerely Apologise For All The Trouble I've Caused
- 2007 - Songs For The Road
- 2010 - Let The Hard Times
- 2011 - I Choose This
- 2013 - Charge
- 2018 - Animal Spirits
- I Sincerely Apologise For All The Trouble I've Caused lançado a 3 de Outubro de 2005 no Reino Unido e 5 de Maio de 2006 nos Estados Unidos. Estreou-se no #200 da tabela Billboard.